# Carlos Alberto da Mota Pinto
Carlos Alberto da Mota Pinto GCC • GCIP (Pombal, 25 de julho de 1936 – Coimbra, 7 de maio de 1985) foi um jurista e político português.

## Biografia

### Atividade profissional
Professor da Faculdade de Direito da Universidade de Coimbra, onde se licenciou e doutorou (1970) em Ciências Jurídicas, com uma tese sobre Cessão da Posição Contratual.
Foi um teórico influente no campo do Direito Civil, lecionando naquela Faculdade as disciplinas de Teoria Geral do Direito Civil, Direito das Obrigações, Direitos Reais e Direito Público da Economia. 
Foi autor de um manual de Teoria Geral do Direito Civil que permaneceu como referência de sucessivas gerações de estudantes da Faculdade de Direito da Universidade de Coimbra naquela matéria. 
Lecionou também em outras universidades portuguesas, como a Universidade Católica Portuguesa, bem como em algumas universidades estrangeiras.

### Atividade política
Depois do 25 de Abril de 1974, Mota Pinto ajudou a fundar o Partido Popular Democrático (PPD), atual Partido Social Democrata (PPD/PSD), aderindo assim ao projeto de Francisco Sá Carneiro, Francisco Pinto Balsemão e Joaquim Magalhães Mota de criar um partido político social-democrata em Portugal.
Pelo mesmo partido, Mota Pinto foi eleito deputado à Assembleia Constituinte e, novamente eleito à Assembleia da República, cuja designação se deve, aliás, a uma proposta legislativa por si apresentada, durante os próprios trabalhos da Constituinte. 
Foi presidente do Grupo Parlamentar do PSD. 
Ao PSD deu também o slogan «Hoje somos muitos, amanhã seremos milhões», incluído no seu discurso no primeiro comício do partido, realizado no Pavilhão dos Desportos, em Lisboa, em 1974.
Entrou em ruptura com Sá Carneiro no Congresso de Aveiro, em dezembro de 1975, tendo-se posteriormente reconciliado com ele e com o partido. À data da morte de Sá Carneiro era mandatário nacional da candidatura presidencial do candidato da AD, general Soares Carneiro.
Foi igualmente ministro do Comércio e Turismo no I Governo Constitucional (Mário Soares, 1976–1977), 152.º primeiro-ministro do IV Governo Constitucional (1978-1979), nomeado por iniciativa presidencial de Ramalho Eanes, e ainda vice-primeiro-ministro e ministro da Defesa Nacional do IX Governo Constitucional (Mário Soares, 1983–1985).
Liderou a Comissão Política Nacional do PSD, entre 1984 e 1985, depois de 1983 a 1984 ter liderado o partido junto com Nascimento Rodrigues e Eurico de Melo, na chamada "troika". 
Dado como provável vencedor das eleições que se disputariam no final de maio de 1985 no congresso da Figueira da Foz, em que tinha como adversário João Salgueiro, Mota Pinto faleceu subitamente, vítima de um aneurisma, dias antes da realização desse congresso, o qual resultaria na chefia do PSD por Aníbal Cavaco Silva.

### Família
Casou com Maria Fernanda Cardoso Correia, provedora da Santa Casa da Misericórdia de Lisboa de janeiro de 1992 a 1 de janeiro de 1996, da qual teve três filhos: Paulo, Nuno e Alexandre.

## Condecorações[4][5]
- Grã-Cruz da Ordem Militar de Nosso Senhor Jesus Cristo de Portugal (9 de abril de 1981)
- Excelentíssimo Senhor Grã-Cruz da Real Ordem de Isabel a Católica de Espanha[6]
- Grande Condecoração de Honra em Ouro da Condecoração de Honra por Serviços à República da Áustria
- Grã-Cruz da Ordem do Dannebrog da Dinamarca
- Cavaleiro de Grã-Cruz da Ordem do Mérito da República Italiana de Itália (11 de abril de 1985)
- Grã-Cruz da Ordem da Instrução Pública de Portugal (24 de agosto de 1985, a título póstumo)